# Junonia atlites

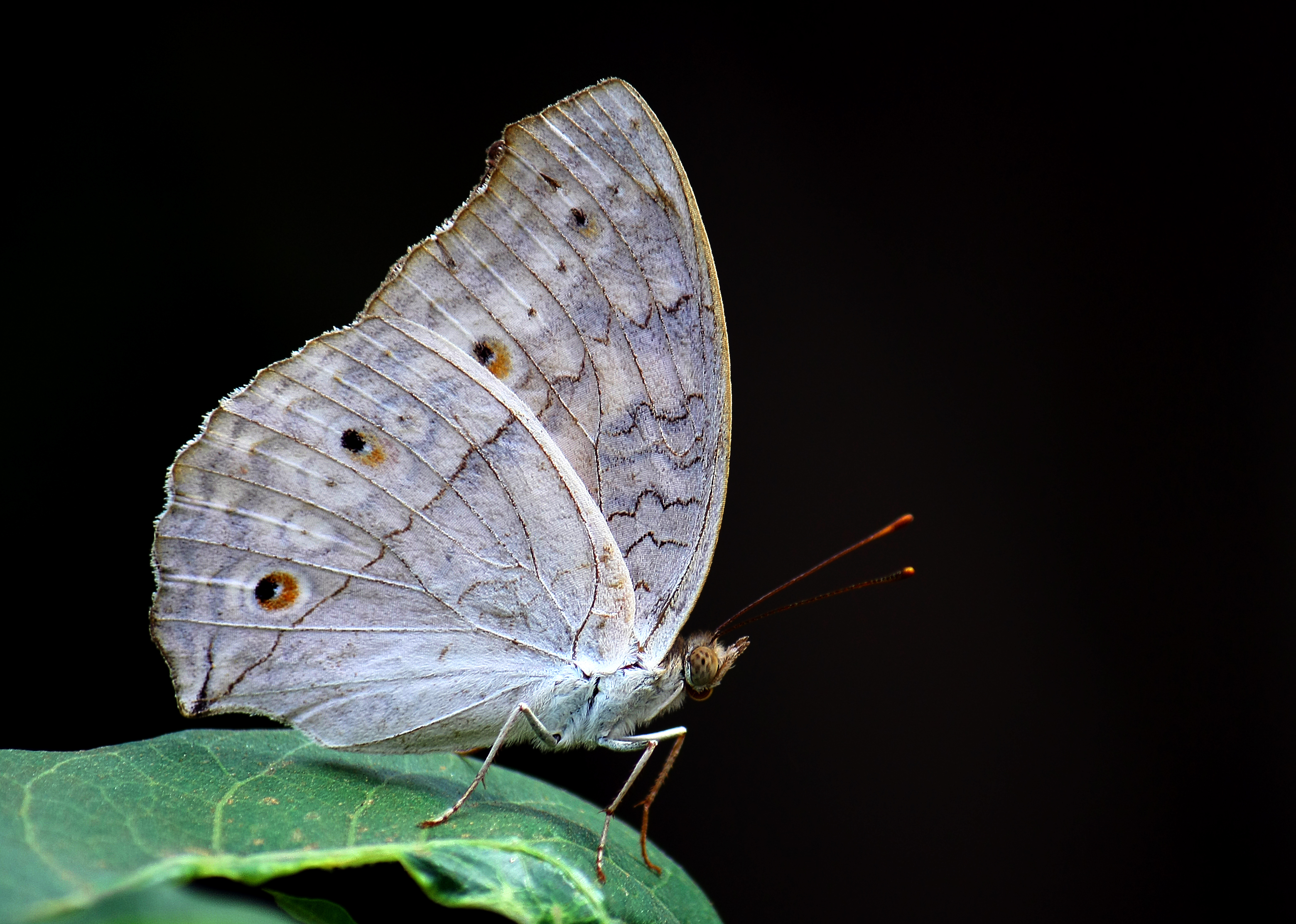
Flügelunterseite

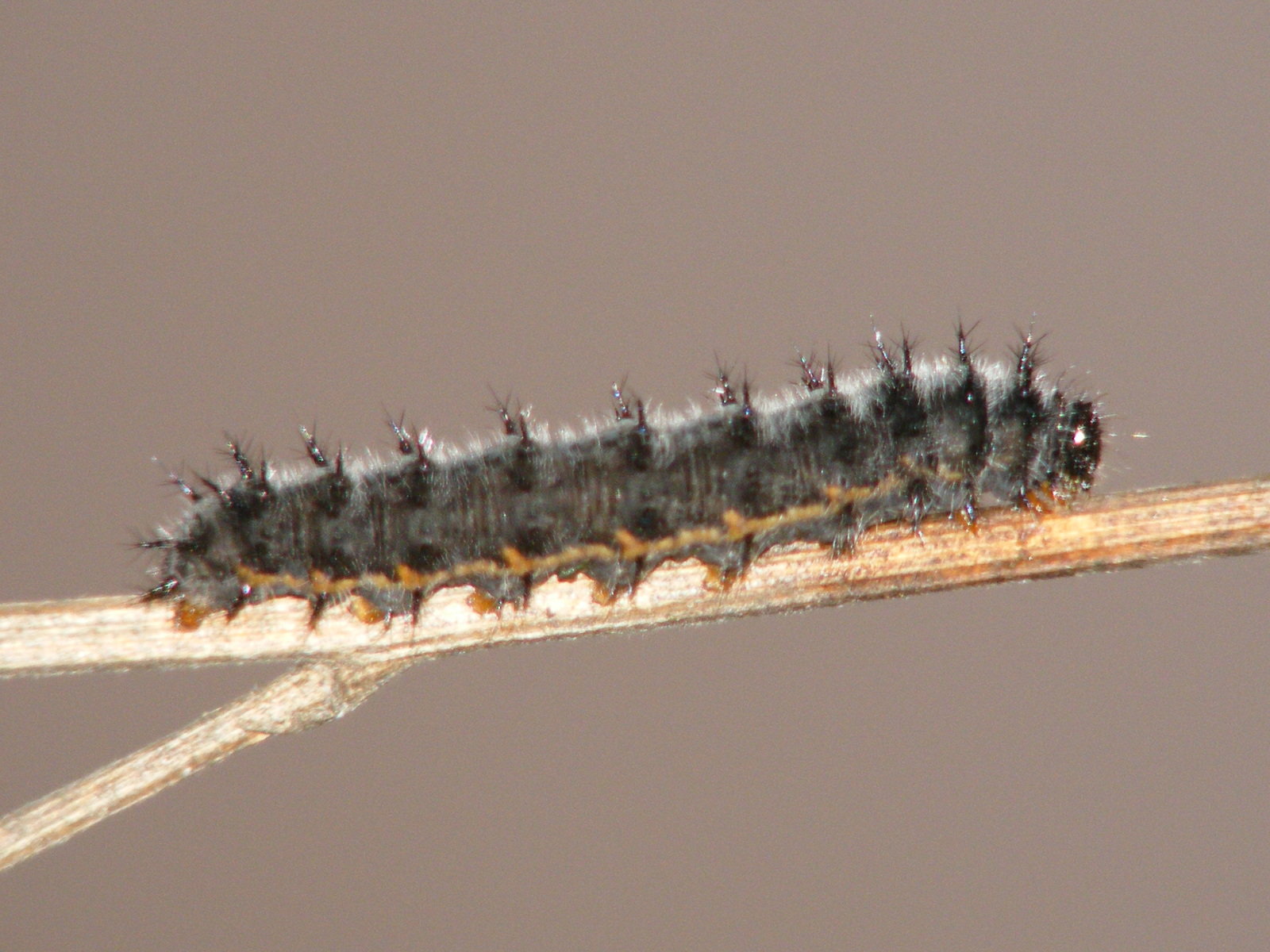
Raupe

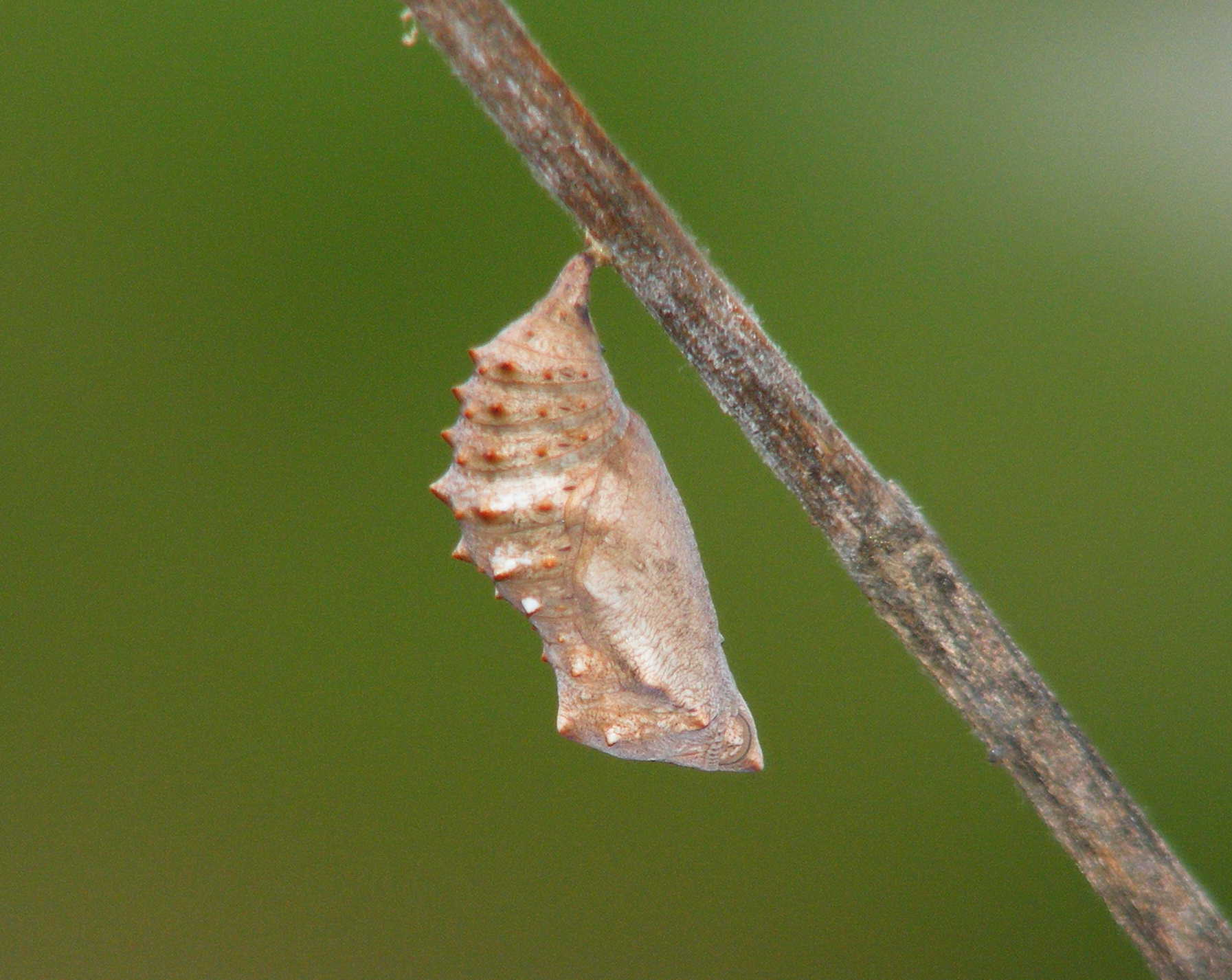
Puppe

Junonia atlites ist ein in Asien vorkommender Schmetterling (Tagfalter) aus der Familie der Edelfalter (Nymphalidae).

## Beschreibung

### Falter
Die Flügelspannweite der Falter beträgt 55 bis 65 Millimeter. Es liegt kein Sexualdimorphismus vor. Die Grundfarbe der Flügeloberseiten beider Geschlechter ist aschgrau bis graubraun. Vor dem Flügelsaum erstrecken sich über beide Flügelpaare zwei dunkelbraune Wellenlinien. In der Submarginalregion befindet sich eine Reihe schwarz umrandeter heller Augenflecke, von denen einige je zur Hälfte orange und schwarzbraun gekernt sind. Auf der hellgrauen Flügelunterseite schimmern die Augenflecke der Vorderseite nur schwach hindurch. Durch die der Diskalregion der Hinterflügelunterseite verläuft eine sehr dünne schwarze Querlinie, die sich abgeschwächt auf den Vorderflügeln fortsetzt.

### Ei
Die Eier werden einzeln auf die Blätter oder Triebe der Wirtspflanzen gelegt. Sie sind grünlich gefärbt, kugelförmig, an der Spitze abgeflacht und haben einen Durchmesser von  0,6 bis 0,7 Millimetern. Die Oberfläche ist mit vielen Längsrippen überzogen. Nach ca. drei Tagen schlüpft die Raupe aus dem Ei.

### Raupe
Die junge Raupe frisst zunächst die Eischale. Sie ist gelblich orange gefärbt. Die Körperoberfläche ist mit kleinen Warzen und dünnen dunklen Härchen bedeckt. Die Kopfkapsel ist schwarz. Im weiteren Verlauf der Entwicklung ändert sich die Farbe der Raupe von glasig grün über bräunlich bis hin zu schwarz. Ausgewachsen zeigt sie auf der Körperoberfläche viele schwarze verzweigte Dornen und dünne kurze weiße Härchen sowie einen orangefarbigen Seitenstreifen. Sie erreicht dann eine Länge von 45 Millimetern.

### Puppe
Die Puppe ist als Stürzpuppe ausgebildet und hängt an Zweigen oder Blattstielen. Sie ist graubraun gefärbt und mit einer Reihe von dorsolateralen Paaren von kurzen und spitzen Fortsätzen auf jedem Segment versehen. Nach ca. sechs Tagen der Entwicklung verfärbt sich die Puppe dunkelbraun und einige Zeichnungselemente der am nächsten Tag schlüpfenden Falter scheinen bereits durch die Puppenhaut.

### Ähnliche Arten
Die Falter von Junonia atlites sind aufgrund der sehr markanten Flügelzeichnung unverwechselbar.

## Verbreitung und Lebensraum
Die Nominatform Junonia atlites atlites kommt in Indien, Nepal, Thailand, Malaysia, Singapur sowie auf Sumatra und Borneo vor. Auf Sulawesi und Banggai ist sie durch die Unterart Junonia atlites acera vertreten. Die Art besiedelt vorzugsweise Waldlichtungen, Flussufer, Straßenränder sowie die Randgebiete landwirtschaftlicher Nutzflächen. Die Höhenverbreitung erstreckt sich von 200 bis zu 1000 Metern.

## Lebensweise
Die Falter fliegen in mehreren Generationen das ganze Jahr hindurch, schwerpunktmäßig in den Monaten April und Oktober. Sie saugen gerne am Boden an feuchten Erdstellen, um Flüssigkeiten sowie Mineralstoffe aufzunehmen. Außerdem besuchen sie zur Nektaraufnahme häufig Blüten. Dabei werden sie jedoch mitunter von Krabbenspinnen (Thomisidae) erbeutet, die an den Blüten auf Nahrung lauern. Auch werden sie zuweilen Opfer von Radnetzspinnen (Araneoidea) der Gattung Argiope. Die Raupen ernähren sich polyphag von den Blättern vieler verschiedener Pflanzen, beispielsweise von
Akanthusgewächsen (Acanthaceae), Fuchsschwanzgewächsen (Amaranthaceae), Linderniaceae oder Reis (Oryza).

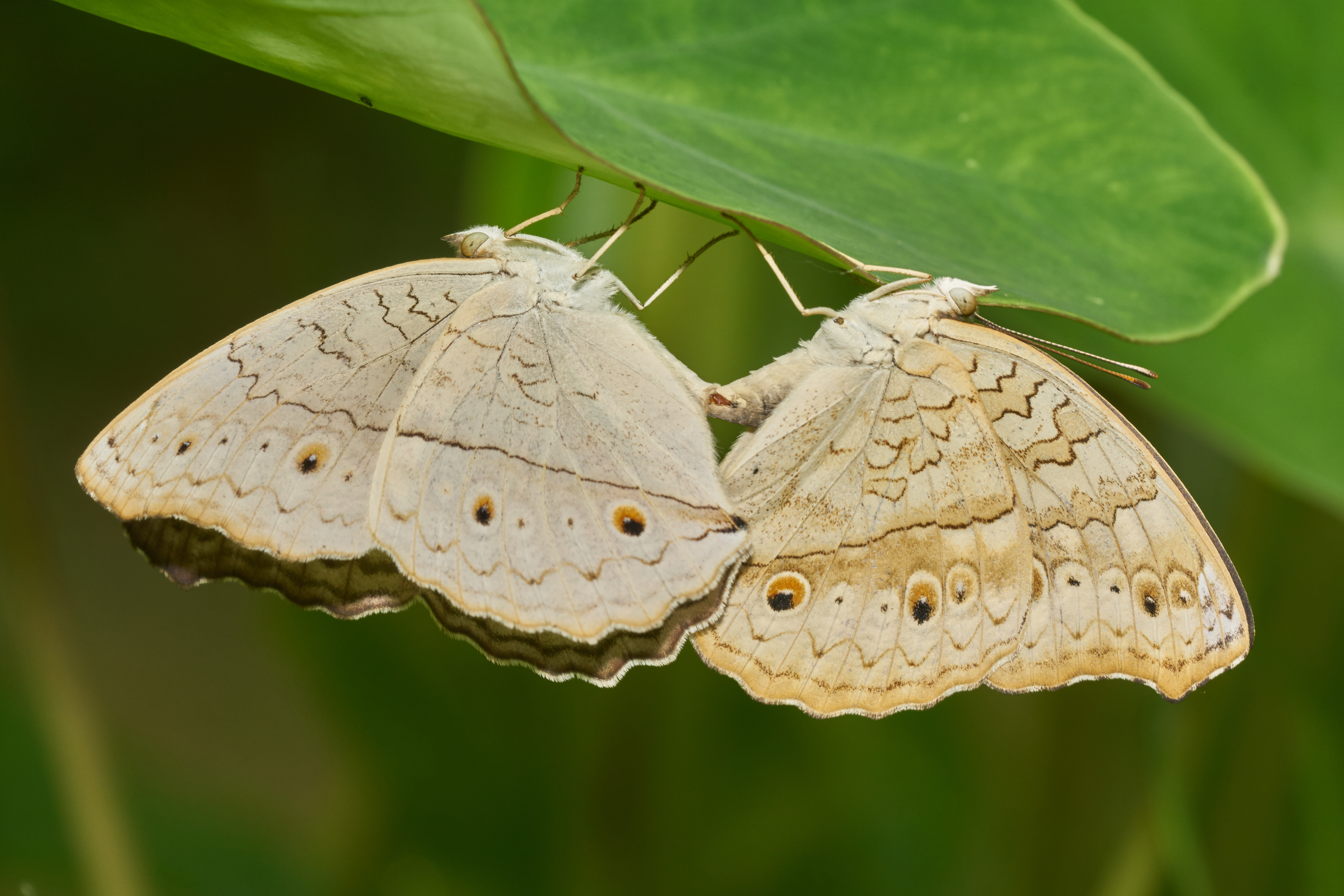
Paarung
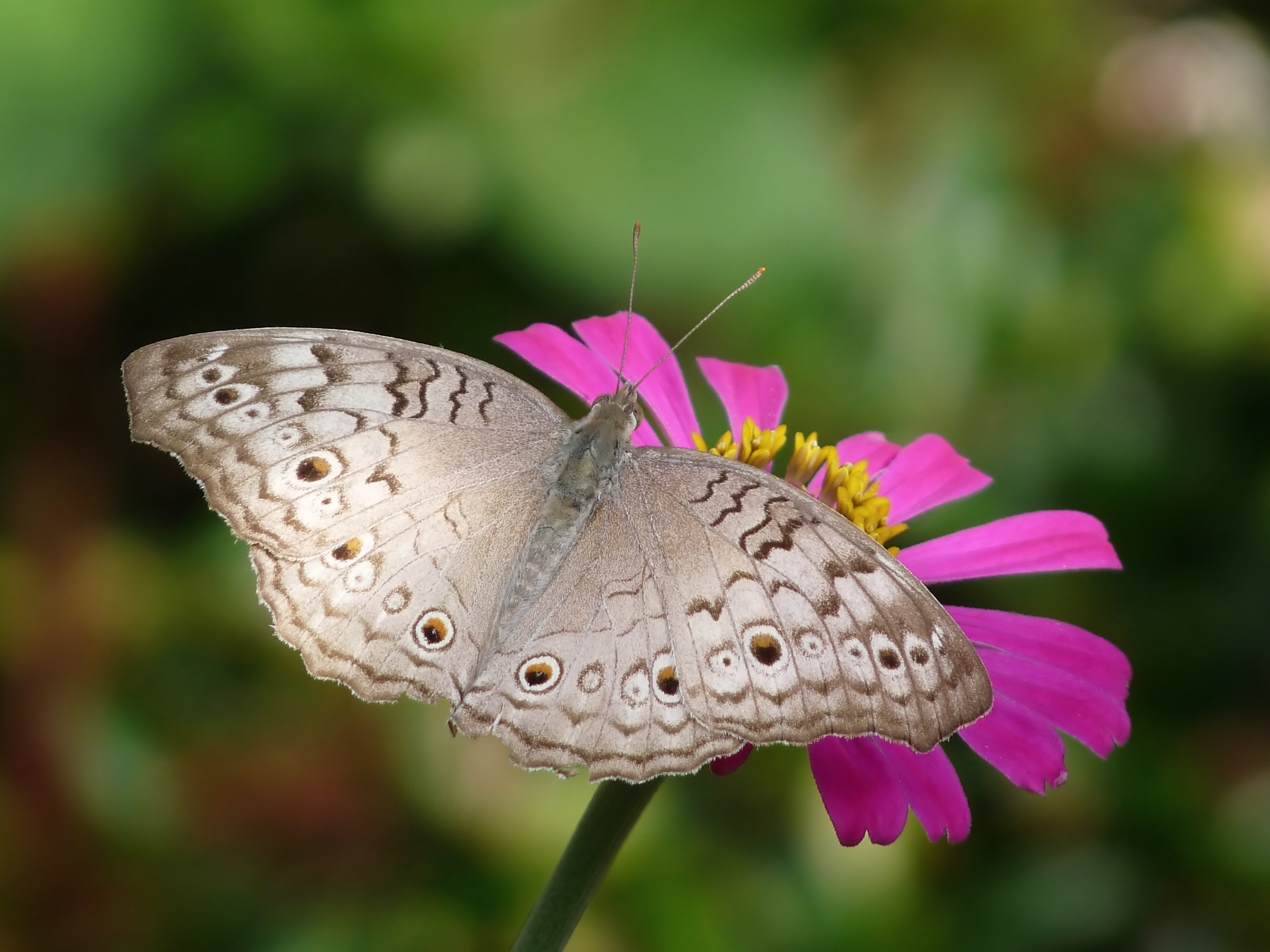
An Zinnienblüte saugender Falter
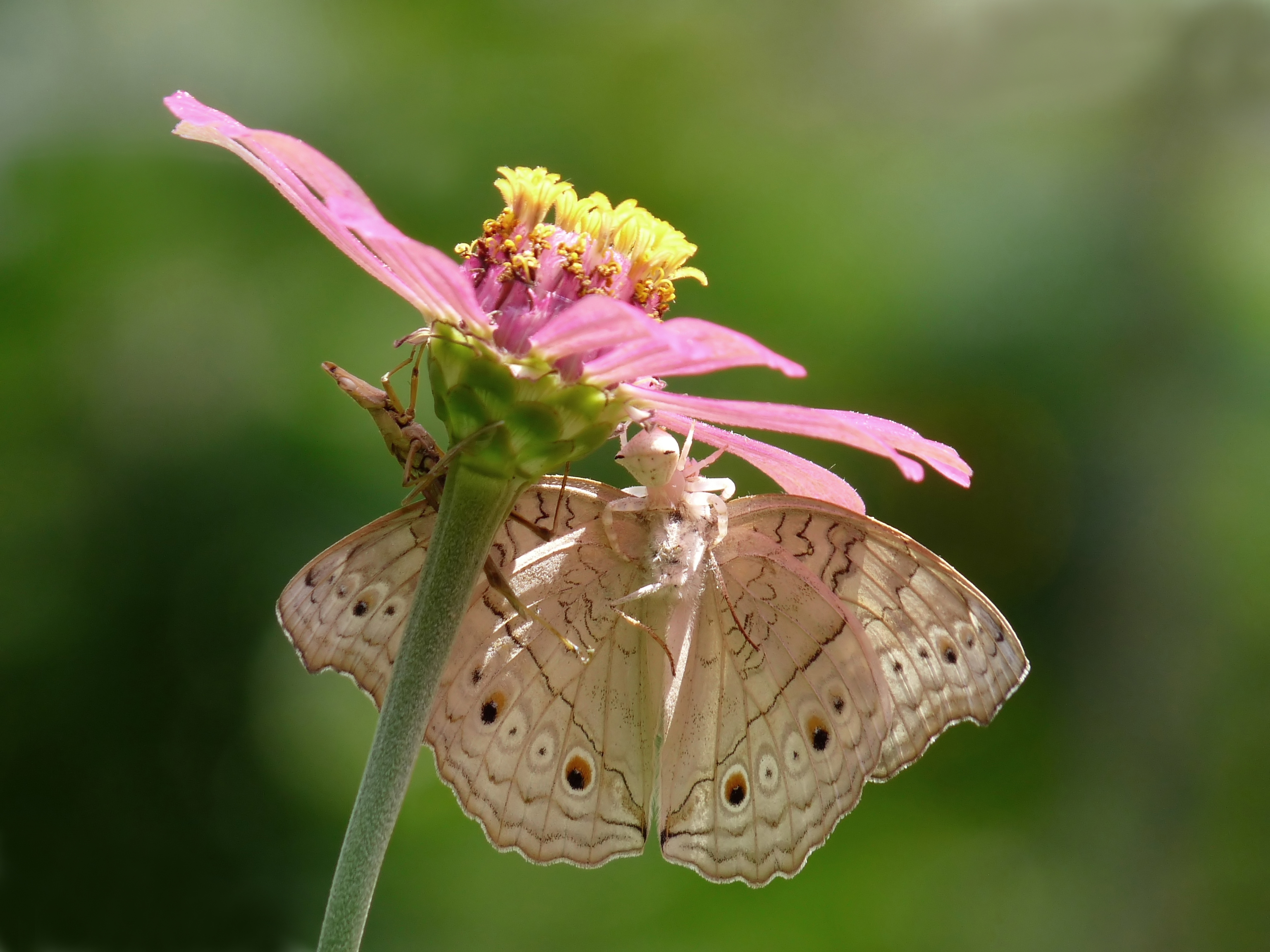
Falter, als Opfer einer Krabbenspinne
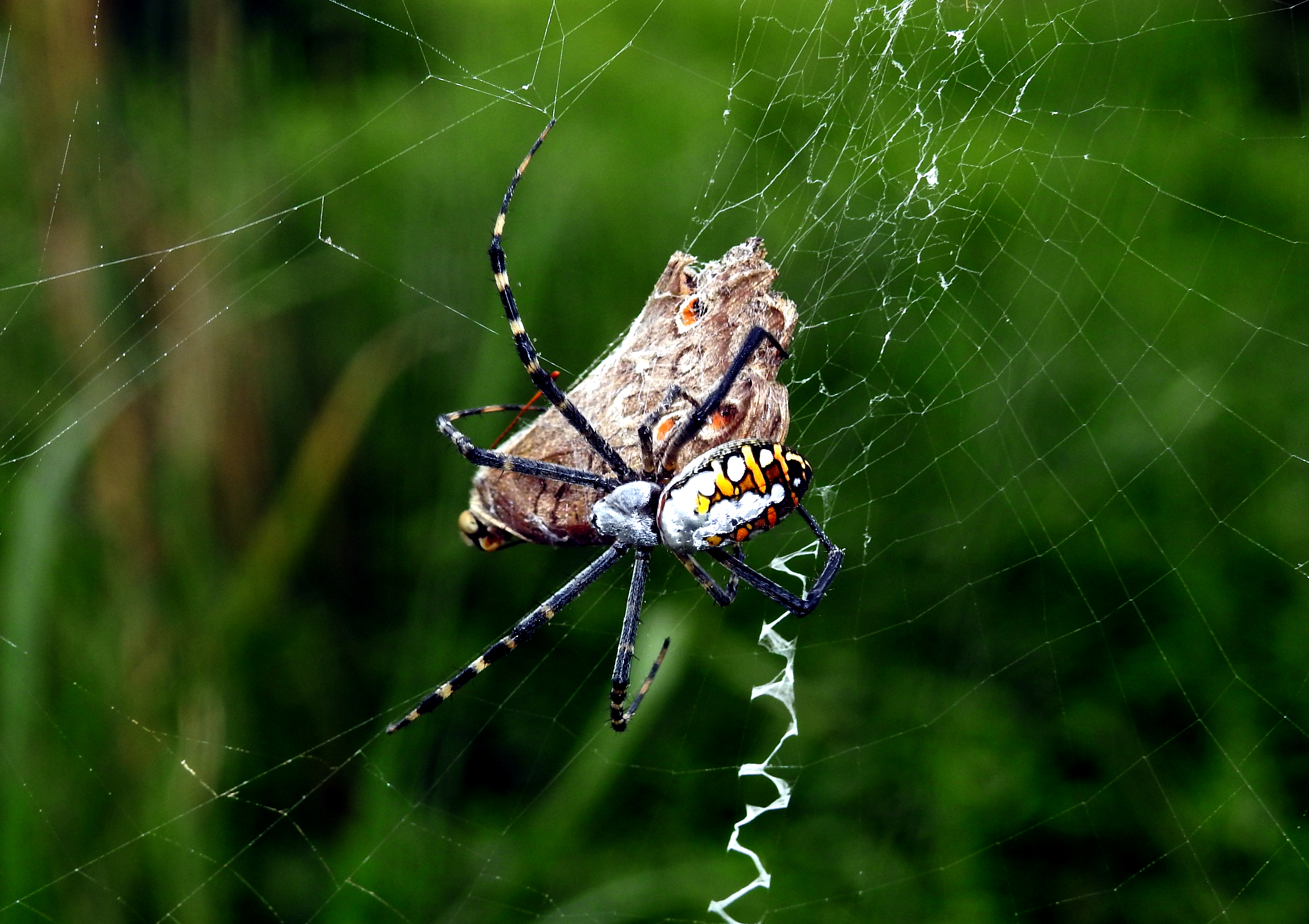
Falter, als Opfer einer Radnetzspinne